# Kreuzschaft von Bewcastle

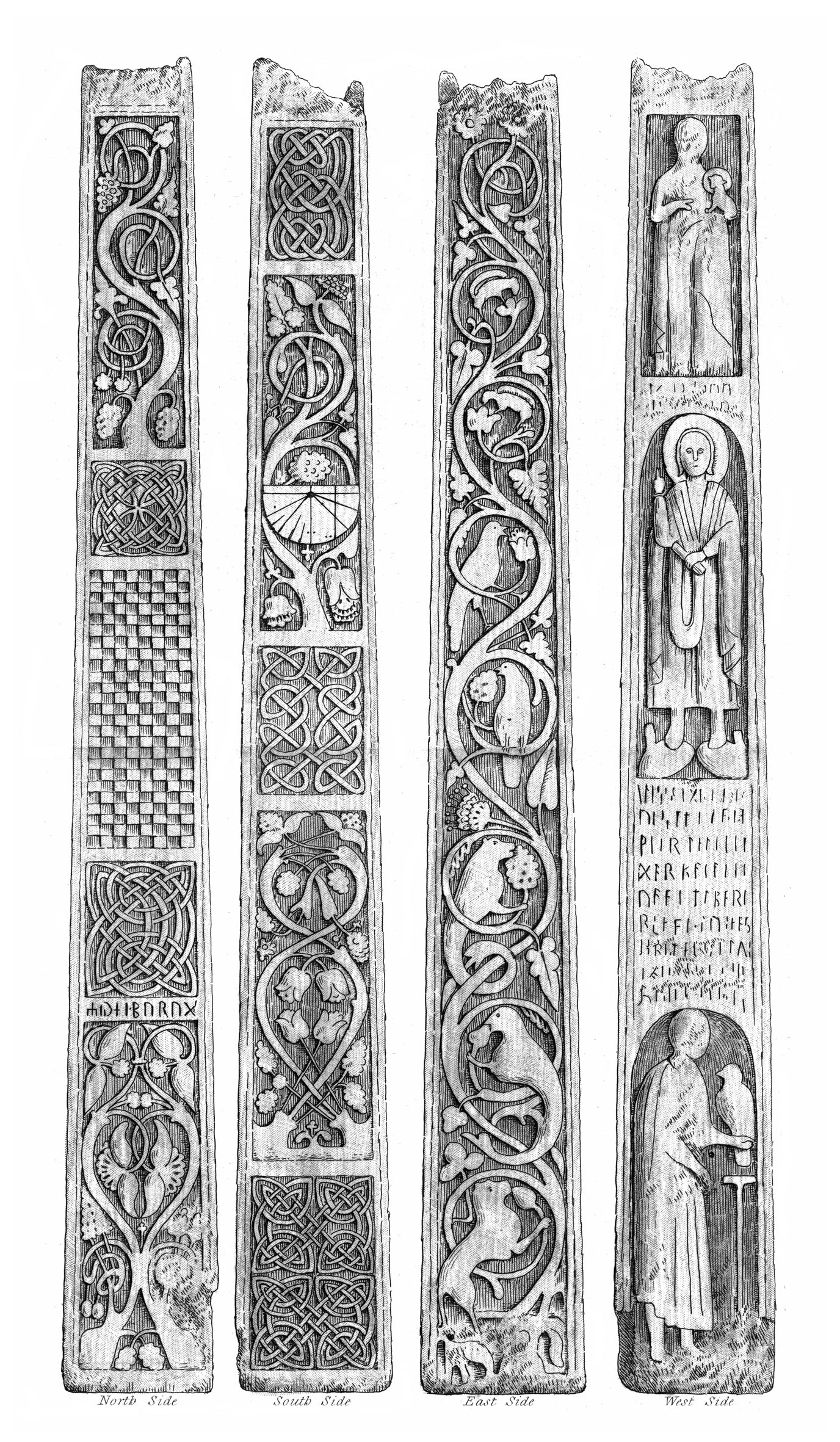
Kreuzschaft von Bewcastle

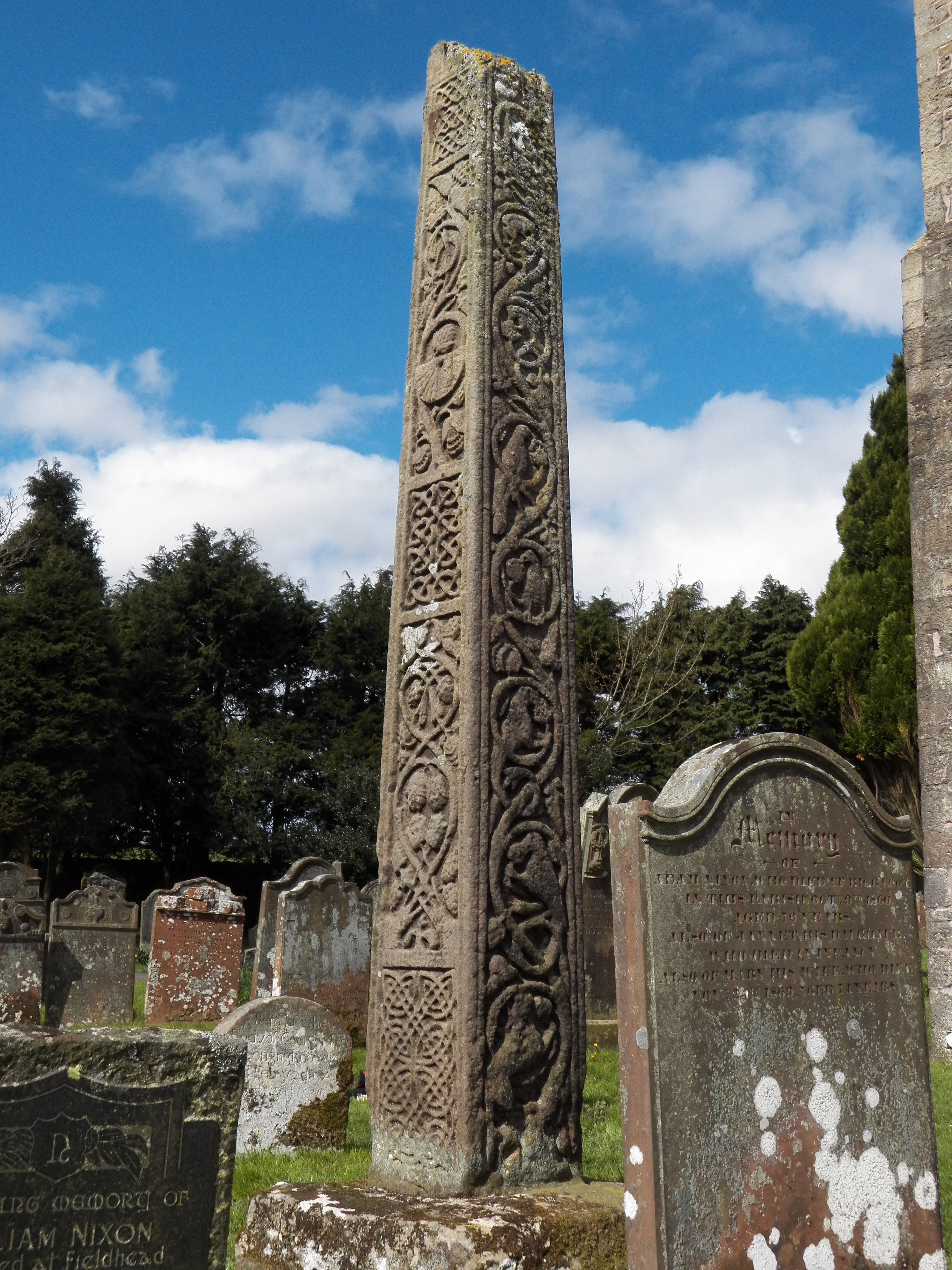
Kreuzschaft von Bewcastle

Der Kreuzschaft von Bewcastle (englisch Bewcastle Cross) ist der Rest eines in situ stehenden angelsächsischen Kreuzes, der auf dem Friedhof der St.-Cuthbert-Kirche in Bewcastle in Cumbria in England.
Das vermutlich aus dem 7. oder frühen 8. Jahrhundert stammende Kreuz weist Reliefs und Runen-Inschriften auf. Der Kopf des Kreuzes fehlt. Der fast quadratische Schaftrest ist etwa 4,4 Meter hoch und misst an der Basis 56 × 54 cm. 
Der Kreuzschaft von Bewcastle ist in vieler Hinsicht dem Ruthwellkreuz ähnlich, obwohl die Inschriften einfacher sind und Erinnerungsfunktion zu haben scheinen. Die Kreuze von Bewcastle und Ruthwell wurden vom deutsch-britischen Kunsthistoriker Nikolaus Pevsner (1902–1983 – Pseudonym Peter F. R. Donner) als „größte Errungenschaft ihrer Zeit in ganz Europa“ beschrieben. Sie sind die am aufwendigsten geschmückten, weitgehend intakten angelsächsischen Kreuze. Die Datierung bleibt umstritten, obgleich Éamonn Ó Carragaáin 2007 schreibt: „Obwohl es Diskussionen über die Daten der Kreuze gibt, gibt es einen wachsenden Konsens, dass beide auf die erste Hälfte des 8. Jahrhunderts ins Zeitalter von Beda Venerabilis (der 735 starb) oder in die Generation nach seinem Tod datiert werden.“
Es gab Vorschläge, dass keines der Kreuze eine Einzelarbeit war. Die Theorie, dass das Kreuz wahrscheinlich die Arbeit des Teams von Bildhauern ist, das Benedikt Biscop (628–690 n. Chr.) leitete, spiegelt die Datierung von Wissenschaftlern wie dem Kunsthistoriker Meyer Schapiro (1904–1996) wider.
Eine Kopie des Kreuzes steht an der St Mary's Well in Wreay Cumbria.